# Nsum 〜中川翔子がうたってみた!〜
『nsum 〜中川翔子がうたってみた!〜』（エヌエスウーム なかがわしょうこがうたってみた!）は、中川翔子の初のミニアルバム。2012年8月15日にSony Music Recordsより発売された。

## 概要
初回限定盤（CD+DVD）、通常盤（CD）の二形態で発売された。CDのジャケットイラストは、人気のイラストレーター・岸田メルが描き下ろした中川翔子とマミタス。CDにはジャケットの絵柄のステッカーが封入されている。
制作陣はネット発の人気クリエイターである。また、第6曲「宇宙でプロポーズ」のMVがYouTubeにて先行公開されている。

### CDタイプ
全てディスクジャケットは異なる。
- 初回限定盤･･･2500円（SRCL-8071〜2）
  - CD + DVD
- 通常盤･･･2000円（SRCL-8073）

## 収録曲
CD
1. Dream Driver [3:36]
作詞・作曲：じん、編曲：松隈ケンタ
しょこたんのユーザー生(公式)テーマソング
2. GAME [3:09]
作詞・作曲・編曲：DECO*27
ファイナルファンタジーVIIをイメージした曲。
3. Discovery [4:54]
作詞・作曲・編曲：kz (livetune)
4. トキメキ☆ドリーマー [3:56]
作詞・作曲・編曲：八王子P
振り付けは「めろちん」が担当。
5. ワークス×ワークス [4:14]
作詞・作曲・編曲：sasakure.UK
6. 宇宙でプロポーズ [3:59]
作詞・作曲・編曲：前山田健一
PVでは宇宙人と結婚する予定だったが本人の熱い希望により木星との結婚に撮影当日に変更された。
宇宙人役はセイン・カミュ。
中川がプロデュースした「SunshineCity×KONICA MINOLTA AQUA STAR TREE」のテーマソング（11月1日-12月25日まで開催）。[1]

DVD（初回限定盤のみ）
1. 宇宙でプロポーズ (Music Clip)
2. 宇宙でプロポーズ (メイキング映像)
3. 空色デイズ -10元突破Edition-

## 演奏
- 中川翔子：ボーカル、バッキングボーカル
- 松隈ケンタ：プログラミング (#1)
- 井口イチロウ：ギター (#1)
- DECO*27：ギター、シンセサイザー、プログラミング (#2)
- 二家本亮介 (有形ランペイジ)：ベース (#2.5)
- 福田洋子：ドラムス (#2)
- kz (livetune)：プログラミング (#3)
- 八王子P：プログラミング (#4)
- sasakure.UK：シンセサイザー、プログラミング (#5)
- 今井義頼 (有形ランペイジ)：ドラムス (#5)
- ef：バッキングボーカル (#5)
- 前山田健一：プログラミング、楽器演奏 (#6)